# AIG Japan Open Tennis Championships 2005
Die AIG Japan Open Tennis Championships 2005 waren ein Tennisturnier der WTA Tour 2005 für Damen und ein Tennisturnier der ATP Tour 2005 für Herren in Tokio, welche zeitgleich vom 1. bis zum 9. Oktober stattfanden.